# Distributiv–temporalis
Distributiv–temporalis är ett grammatiskt kasus som anger när någonting görs.

## Ungerska
Kasuset förekommer i ungerska med suffixet -nta, och uttrycker hur ofta någonting händer (exempelvis havonta, ”månatligen” och naponta, ”dagligen”). Det kan alternera med distributiv i ord av temporal mening.

## Finska
Denna adverbtyp i finska kan uttrycka att någonting händer på en vanlig tidpunkt (exempelvis sunnuntaisin, ”på söndagar”) eller ett ursprung (exempelvis syntyisin, ”född i”). Den är begränsat till ett litet antal adverbstammar och substantiv, mestadels sådana med plural som formas av suffixet -i. Ändelsen är -sin. Exempelvis har ordstammen päivä (”dag”) pluralformen päivi-, och därmed distributiv–temporalis päivisin (”under dagarna”).
Distributiv–temporalis anger när någonting görs, i motsats till distributiv (fördelningskasus), som anger hur ofta något görs, såsom i regelbundet underhåll. Dessa meningar kan tas som exempel: Siivoan päivisin versus Siivoan päivittäin. Den förra (distributiv–temporalis) betyder ”jag rengör på dagtid”, vilket innebär att rengöring sker på dagtid, medan den senare (distributiv) betyder ”jag rengör varje dag”, vilket innebär att det inte finns någon dag utan rengöring.
Om pluralformen är någon annan än -i- används antingen joka (”vardera”) eller essiv. Exempelvis kan meningen uusi vuosi (”nyår”) antingen anta formen joka uusi vuosi eller uusina vuosina.